# Venus (1834)
La goleta Venus fue un buque que prestó servicios en la Armada Argentina en la década de 1830.

## Historia
La Venus era un mercante de matrícula de Buenos Aires propiedad de Francisco Rodríguez. Fue fletada el 27 de noviembre de 1830 y armada con 4 carronadas de a 24, al mando del capitán Aarón B.van Orden, fue destinada conjuntamente con la sumaca Paz Argentina y las cañoneras N° 7 y N° 13 a la escuadrilla enviada al Río Paraná al mando del coronel de marina John Halstead Coe.
El 20 de julio de 1831 se dieron por finalizadas las operaciones y se dispuso el regreso de la escuadrilla y el pase a desarme de sus naves, por lo que una vez finalizado el 4 de agosto de ese año la Venus fue regresada a su dueño.
En 1834 se consideraba inminente una invasión del Paraguay a las provincias de Misiones y Corrientes por lo que se dispuso la formación de una escuadrilla para controlar desde el Paraná cualquier ofensiva sobre el territorio argentino.
A esos efectos la Venus fue adquirida por el estado el 31 de marzo de ese año incluyendo una cláusula de retroventa en caso de que la escuadra fuera rápidamente desmovilizada, y tras ser armada con 1 cañón de a 8 y uno de a 12, al mando del teniente José F.Taboada fue incorporada a la escuadrilla fluvial comandada por el coronel de marina Tomás Espora. La división naval pasó en el mes de abril a estacionarse en el Paraná Medio donde permaneció hasta septiembre, cuando considerada superada la amenaza regresó a Buenos Aires, con lo que la Venus previo desarme fue devuelta a su dueño.